# Gal Glivar
Gal Glivar, né le 1er mai 2002 à Novo mesto, est un coureur cycliste slovène.

## Biographie
Gal Glivar est le fils de Srečko Glivar (sl), ancien cycliste amateur de bon niveau dans les années 1980 et 1990, devenu ensuite directeur sportif,. Il s'inscrit dans son premier club de vélo à l'âge de dix ans.

## Palmarès sur route

### Par année
- 2019
  -  Champion de Slovénie du contre-la-montre juniors
  - 3e du championnat de Slovénie sur route juniors
- 2020
  -  Champion de Slovénie du contre-la-montre juniors
- 2021
  - 3e du championnat de Slovénie du contre-la-montre espoirs
- 2022
  - 2e du championnat de Slovénie du contre-la-montre espoirs
- 2023
  - Carpathian Couriers Race : 
    - Classement général
    - 3e et 5e étapes

  - Classement général de l'Orlen Nations Grand Prix
- 2024
  -  Champion de Slovénie sur route espoirs
  -  Champion de Slovénie du contre-la-montre espoirs
  - Sharjah Tour
    - Classement général
    - 3e étape (contre-la-montre)

  - Giro del Belvedere
  - 2e du championnat de Slovénie sur route
  - 3e du Tour de Lombardie espoirs

### Classements mondiaux
| Année                                 | 2021  | 2022  | 2023 | 2024 |
| ------------------------------------- | ----- | ----- | ---- | ---- |
| Classement mondial                    | 1381e | 2117e | 427e | 352e |
| UCI Europe Tour                       | 981e  | 1327e | nc   | nc   |
|                                       |       |       |      |      |
| Légende : nc = non classéSource : UCI |       |       |      |      |

## Palmarès sur piste
- 2021
  -  Champion de Slovénie de poursuite par équipes (avec David Per, Boštjan Murn et Kristjan Hočevar)
  - 2e du championnat de Slovénie de course à l'élimination
  - 2e du championnat de Slovénie de l'omnium